# Fliehkraftkupplung

Tangentiale Fliehkraftkupplung (ohne Glocke) aus einem Mofa

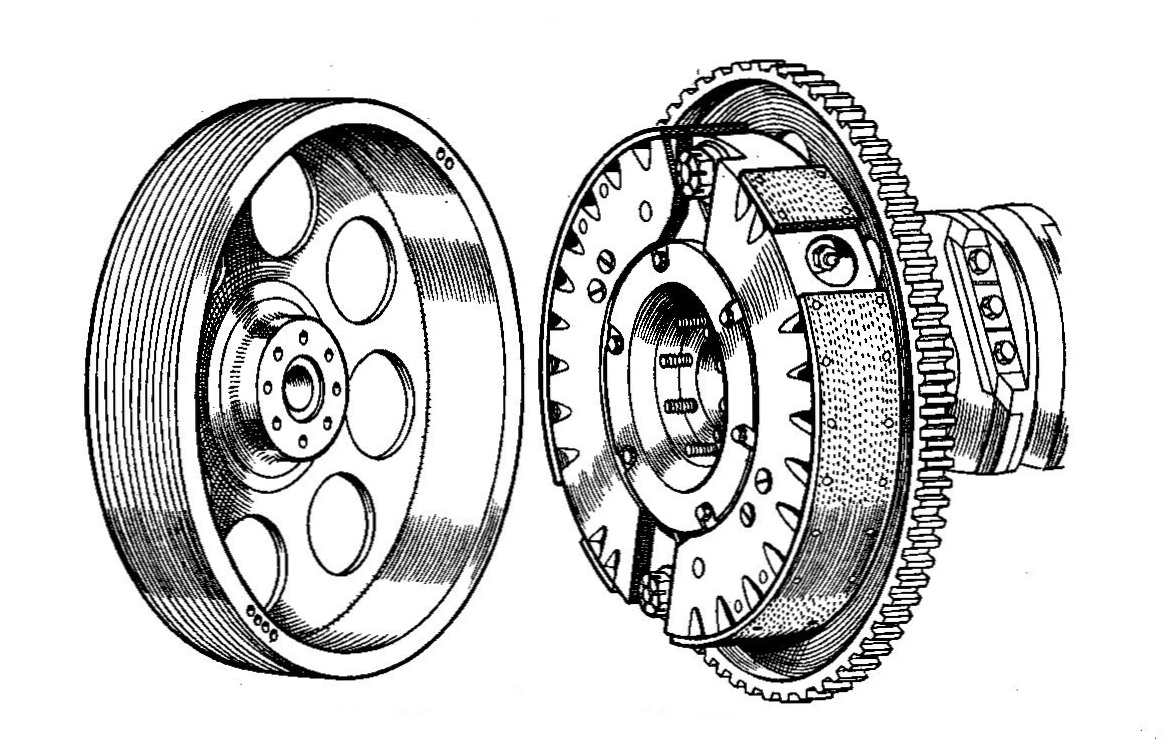
Fliehkraftkupplung von Talbot (ca. 1935)

Tangentiale Fliehkraftkupplung mit zusätzlicher indirekter Wirkung (ohne Glocke) in einem Mofa

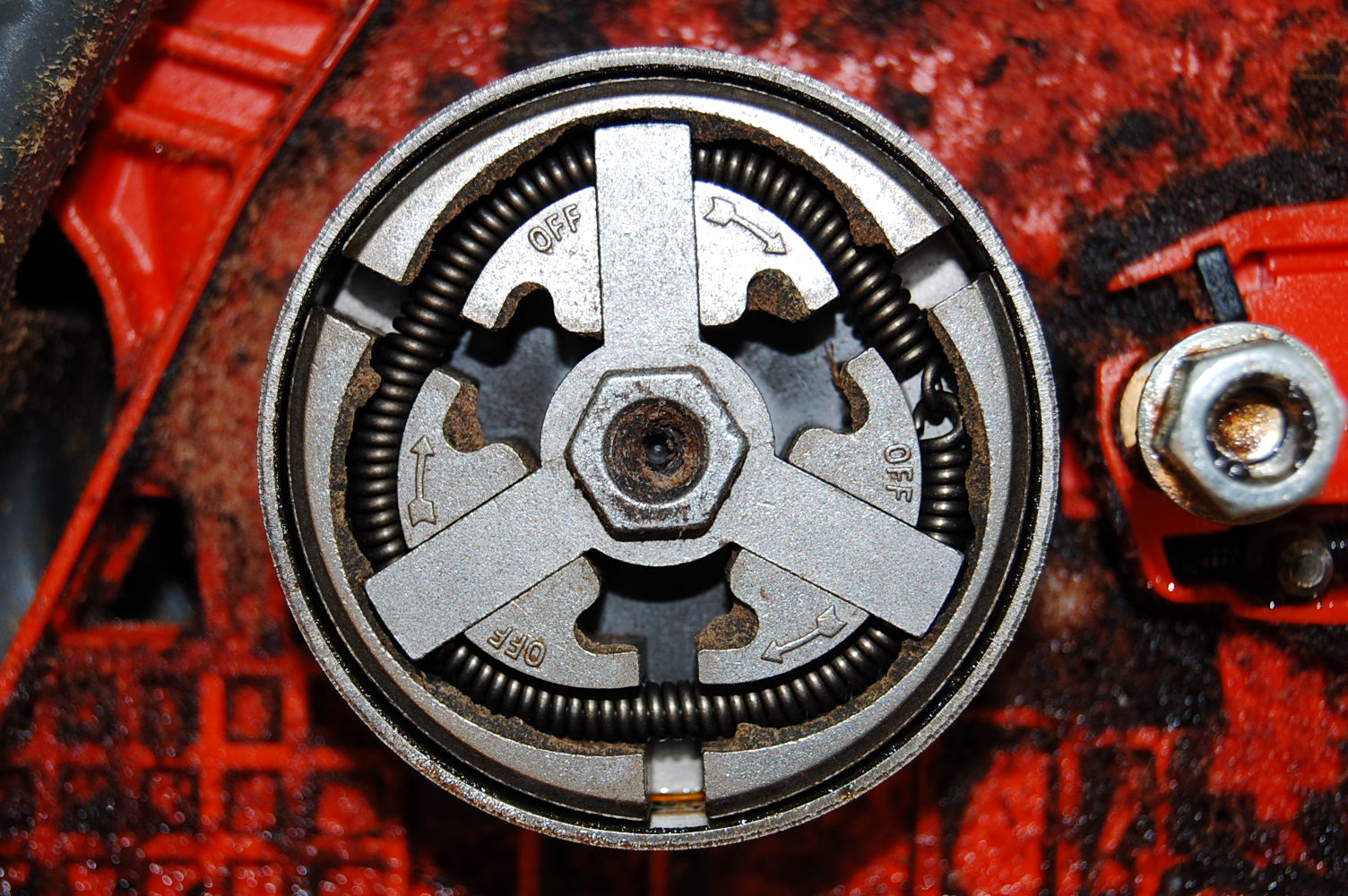
Radiale Fliehkraftkupplung in einer Motorsäge

Eine Fliehkraftkupplung ist eine Kupplung, bei der Kraftschluss hergestellt oder getrennt wird, indem durch Fliehkraft bei steigender Drehzahl bewegliche Klappen oder Schieber nach außen gezogen werden und Reib- oder Formschluss zur Innenwandung des Kupplungsgehäuses (Kupplungsglocke) oder zur Nabe hergestellt wird.
Als Alternative hat die fliehkraftgesteuerte Kupplung, meist einfach ebenfalls Fliehkraftkupplung genannt, weite Verbreitung gefunden. Im Gegensatz zur hier beschriebenen Anordnung handelt es sich dabei um eine Scheiben- oder Lamellenkupplung, die über ein baulich getrenntes, belagloses Fliehkraftpendel gesteuert wird.

## Eigenschaften
Fliehkraftkupplungen arbeiten selbstständig. Das übertragbare Drehmoment ist drehzahlabhängig. Bei Drehzahlabfall trennen sie selbsttätig durch eine einzelne umlaufende Rückholfeder oder eine Rückholfeder je Klappe bzw. Schieber.
Über die Federkraft kann z. B. eingestellt werden, dass der Motor im Leerlauf ausgekuppelt ist. Erhöht man die Drehzahl, so greift die Kupplung, und der Motor liefert ein Drehmoment an die Abtriebswelle. Dadurch ist ohne zusätzlichen Steuereingriff des Bedieners z. B. ein Anlauf eines Verbrennungsmotors möglich.
Da nur eine Seite der Kupplung die Auslenkung der Klappen bzw. Schieber beeinflussen kann, wirkt eine Fliehkraftkupplung im nicht eingekuppelten Zustand richtungsabhängig; diese Richtungsabhängigkeit bezieht sich auf die Richtung des Momentflusses, nicht auf die Drehrichtung. Ist der Kraftschluss jedoch erst einmal hergestellt, kann das Drehmoment zum Halten der Drehzahl und damit des Eingriffs von beiden Seiten aufgebracht werden.

## Bauformen

### Tangential
Bei der tangentialen Ausführung sind Klappen an Drehpunkten in der Nähe des Umfanges gelagert. Diese Ausführung hat den Vorteil, einfach und robust zu sein. Nachteilig ist, dass nur ein geringer Teil des Glockenumfangs (meist weniger als 50 %) für die Kraftübertragung genutzt werden kann. Da die Beläge gleichmäßig abgenutzt werden sollen, dürfen sie nicht zu nahe an den Drehachsen der Klappen angebracht sein.
Weiterhin ist eine zusätzliche indirekte Wirkung zur Erhöhung des Anpressdruckes möglich. Dazu werden die Klappen längs des Radius ebenfalls mit einem Belag versehen (s. Abbildung). Schwingt die Klappe nach außen, wird dieser Belag gekippt und presst dadurch das lose Ende der benachbarten Klappe zusätzlich gegen die Glocke. Diese Ausführung kann schon bei geringen Drehzahlen einen hohen Anpressdruck erzielen.

### Radial
Bei der radialen Ausführung bewegen sich keine Klappen, sondern Schieber entlang zweier oder mehr Radien der Glocke. Dadurch kann die gesamte Schieberoberfläche zur Glocke hin mit einem Belag versehen und genutzt werden, es ergeben sich also Nutzungsgrade der Glockenoberfläche von fast 100 %. Nachteilig ist an dieser Ausführung die Schiebermechanik, diese ist empfindlich gegen Verkanten und muss daher exakter gefertigt werden als eine Drehachse.

## Anwendungsbereiche
Das im mittleren Bild gezeigte Mofa besitzt zwei antiparallele Fliehkraftkupplungen auf einer Achse: die innere bewirkt als Kickstarter die Verbindung von Startpedalen und Motor (mittlere Abb.), die äußere als Leerlaufkupplung die Verbindung von Motor und Rad (obere Abb.). Die kombinierte Konstruktion nutzt jeweils die Glocke der einen Kupplung als Träger der Klappen der anderen.

### Kickstarter
Die Klappen der inneren Kupplung sind auf der äußeren Glocke montiert, die zur äußeren Kupplung gehört. Über den inneren Klappen ist die – im mittleren Bild nicht sichtbare – innere Glocke angebracht. Wenn man die Pedale tritt, drehen sich die inneren Klappen. Ist eine ausreichende Drehzahl erreicht (ein Tritt genügt), wird die innere Glocke angekuppelt und so der mit ihrer Achse verbundene Motor gestartet.

### Leerlaufkupplung
Nach dem Anspringen des gezeigten Mofas dreht sich die Welle der inneren Kupplungsglocke nun durch das Drehmoment des Motors. Die Pedale stehen wieder still, die Kickstarterkupplung ist gelöst. Der Abtrieb (äußere Glocke) ruht, der Antrieb (innere Glocke) befindet sich im Leerlauf. Durch Gasgeben wird nun die Drehzahl des Motors, der inneren Glocke und der auf ihr befestigten äußeren Klappen erhöht (Bild oben). Bei ausreichender Drehzahl wird die äußere Glocke angekuppelt und so der Motor mit dem Rad verbunden.
Auch bei Elektromotoren, die eine große Schwungmasse zu bewegen haben (z. B. ein schweres Rührwerk, ein sogenannter Schweranlauf), kam die Fliehkraftkupplung früher vermehrt zum Einsatz. Sie diente dazu, den Motor im unteren Drehzahlbereich zu entlasten, da Asynchronmotoren ohne Stromverdrängungsläufer ihren stabilen Arbeitspunkt jenseits eines Drehmomentenberges bei hoher Drehzahl besitzen und dieser Arbeitspunkt im Schweranlauf daher nicht erreicht werden kann. Durch die Entwicklung von speziellen Läufertypen, Anlaufschaltungen und Frequenzumrichtern ist dies jedoch heutzutage keine übliche Verwendung mehr.

### Rutschkupplung
Bei Karts wird gerne eine robuste Fliehkraftkupplung verbaut, weil dadurch gleichzeitiges Bremsen und Gasgeben möglich ist (hohe Drehzahl des Antriebs, Kupplung rutscht durch am gebremsten Abtrieb). Kart-Motoren haben ihr höchstes Drehmoment bei hohen Drehzahlen. Daher wird diese Fahrtechnik in Kurven angewandt, um unmittelbar nach Lösen der Bremse am Kurvenausgang sofort wieder das volle Motordrehmoment zur Verfügung zu haben.
Auch als Sicherheitselement wird die Fliehkraftkupplung in dieser Form eingesetzt. Blockiert z. B. die Antriebsmaschine, öffnet sich die Kupplung durch die verringerte Drehzahl und der Abtrieb läuft frei. Dies kann die Antriebsmaschine vor schwereren Schäden bewahren.

### Fliehkraftbremse
Fixiert man die Abtriebsseite, so erhält man eine Fliehkraftbremse. Sie bewahrt Maschinen oder Konstruktionen mit rotierenden Elementen vor Überdrehzahl. Fliehkraftbremsen kommen häufig in Sommerrodelbahnen zum Einsatz.

## Einschaltdrehzahl
Die Einschaltdrehzahl {\displaystyle n_{E}} ist die Drehzahl, bei der die Fliehkraftkupplung beginnt Drehmoment zu übertragen.
{\displaystyle n_{E}>{\sqrt {\frac {F_{V}}{4\cdot \pi ^{2}\cdot m\cdot r_{S}}}}}
mit
{\displaystyle n_{E}=[s^{-1}]} Einschaltdrehzahl
{\displaystyle F_{V}=[N]}  Vorspannkraft
{\displaystyle m=[kg]} Masse
{\displaystyle r_{S}=[m]} Radius zum Schwerpunkt